# Beswick (Wielki Manchester)
Beswick – osada w Anglii, w hrabstwie Wielki Manchester, w dystrykcie metropolitalnym Manchester. Leży 2,8 km od centrum miasta Manchester i 261,4 km od Londynu. W 1891 roku civil parish liczyła 9691 mieszkańców.